# 賈氏孔頭鯛
賈氏孔頭鲷，为輻鰭魚綱奇鯛目大鱗鲷科的其中一種。分布於東太平洋的哥倫比亞外海海域，屬深海魚類，棲息深度200至500公尺，體長可達8.6公分。

## 扩展阅读
維基物種上的相關：賈氏孔頭鲷